# Bathyteuthis
Bathyteuthis is een geslacht van inktvissen uit de  familie van de Bathyteuthidae.

## Soorten
- Bathyteuthis abyssicola Hoyle, 1885
- Bathyteuthis bacidifera Roper, 1968
- Bathyteuthis berryi Roper, 1968
- Bathyteuthis devoleii Judkins, Lindgren, Villanueva, K. Clark & Vecchione, 2020
- Bathyteuthis inopinata Judkins, Lindgren, Villanueva, K. Clark & Vecchione, 2020
- Bathyteuthis numerosa Judkins, Lindgren, Villanueva, K. Clark & Vecchione, 2020

### Synoniemen
- Bathyteuthis inopinatum Judkins, Lindgren, Villanueva, K. Clark & Vecchione, 2020 => Bathyteuthis inopinata Judkins, Lindgren, Villanueva, K. Clark & Vecchione, 2020
- Bathyteuthis numerosus Judkins, Lindgren, Villanueva, K. Clark & Vecchione, 2020 => Bathyteuthis numerosa Judkins, Lindgren, Villanueva, K. Clark & Vecchione, 2020